# Livij Bogatec
Livij Bogatec, slovenski igralec, * 14. avgust 1936, Križ, Trst, † 26. julij 2011.
Rodil se je v slovenski ribiški družini, očetu Stanku in materi Mariji Bogatec, rojeni Žerjal, v Križu pri Trstu. Na odru Slovenskega gledališča v Trstu je prvič nastopil kot Peter v predstavi Dnevnik Ane Frank, naslednje leto je v Hamletu odigral vlogo Learta, v gledališki sezoni 1961/1962 pa je postal stalni član Slovenskega stalnega gledališča v Trstu. Nastopal je tudi v TV igrah in nadaljevankah. Leta 1981 je prejel nagrado na Borštnikovem srečanju za vlogo Gospoda Andreja v komediji Williama Shakespeara, Kar hočete.